# Триводиці
Триводи́ці (болг. Триводици) — село в Пловдивській області Болгарії. Входить до складу общини Стамболійський.

## Населення
За даними перепису населення 2011 року у селі проживали 1364 особи.
Національний склад населення села:
| Національність   | Кількість осіб | Відсоток |
| ---------------- | -------------- | -------- |
| болгари          | 768            | 56,4%    |
| цигани           | 575            | 42,2%    |
| турки            | 10             | 0,7%     |
| Всього відповіли | 1362           |          |

Розподіл населення за віком у 2011 році:
Динаміка населення: